# Von Thronstahl
Von Thronstahl to niemiecki zespół muzyczny założony w 1995 przez Josefa Maria Klumb, rozwiązany w 2010.

## Dyskografia
- 1998 Sturmzeit
- 2000 Imperium Internum
- 2001 E Pluribus Unum
- 2001 Leipzig „Lichttaufe” 2000
- 2002 Re-Turn Your Revolt Into Sytle
- 2003 Bellum, Sacrum Bellum!?
- 2004 Pessoa/Cioran
- 2004 Split
- 2006 Mutter der Schmerzen
- 2007 Sacrificare
- 2009 Germanium Metallicum
- 2010 Conscriptum
- 2012 Corona Imperialis

Poza regularnymi płytami, zespół zamieszczał swoje utwory na kompilacjach poświęconych postaciom historycznym, takim jak Leni Riefenstahl, Julius Evola, Josef Thorak, Corneliu Zelea Codreanu, Hermann Hendrich i Arno Breker.